# سوتلانا گولیانووا
سوتلانا آنتونی گولیانووا ارمنی: Սվետլանա Անտոնի Գուլյանովա؛ انگلیسی: Gulyanova Svetlana ۳ آوریل ۱۹۳۸ منتقد فیلم اهل ارمنستان است.

## زندگی‌نامه
وی در ۳ آوریل ۱۹۳۸ در تفلیس به دنیا آمد و از دانشگاه دولتی ایروان و مؤسسه سینمایی گراسیموف فارغ‌التحصیل گشت. از ۱۹۷۶ عضو اتحادیه فیلمبرداران ارمنستان می‌باشد